# Gabriel Bocángel
Gabriel Bocángel y Unzueta (Madrid, 24 mars 1603 - Madrid, 8 décembre 1658) est un dramaturge et poète du siècle d'or espagnol.

## Biographie
Il naquit à Madrid en 1603, fils du médecin de la famille royale Nicolas Bocángel, dit Bocangelino, et de Thérèse de Unzueta y Ribera, mariés le 25 avril 1588 à Tolède. Il fut baptisé à la paroisse de Saint Martin, face à ce qui était sa maison. D'origine génoises, son grand père paternel Pietro Bocangelino, avait déménagé sous Charles Quint à Tolède où il ouvrit un négoce d'exportation de laine. La documentation retrouvée le décrit grand, maigre, d'une longue chevelure blonde et galant, et « n'avait pas à s'inquiéter de son aspect ».
Gabriel Bocángel étudia à Tolede et à Alcalá de Henares. Il parlait espagnol, italien, latin et peut être le grec ancien. En 1629 il devint bibliothécaire pour le Cardinal-infant Ferdinand d’Autriche petit frère de Philippe IV d'Espagne. En 1637 il se maria en premières noces avec Eugenia Bolero, qui mourut 14 mois plus tard. En 1638 il fut nommé chroniqueur royal et plus tard Conteur de Maximes et de Livres. En 1640 il se maria avec Luisa de Urbina Pimentel, nièce de Juan Gutiérrez Solórzano, médecin de chambre de Philippe III d'Espagne. Le couple eut de nombreux enfants dont seuls nous restent les noms de Nicolás, Jerónimo, Manuel, Teresa Antonia, Cristóbal Gabriel et María Josefa. Il écrivit sur des fêtes, des baptêmes et autres événements de la cour. C'est par exemple le cas du Portrait du Sérénissime Seigneur éloge à don Carlos d'Autriche, Infant d'Espagne  (1633), de La fête royale et les taureaux votifs  (Madrid, 1648) et de La perle des deux orients (Madrid, 1651). 
Comme poète de l’académie, il participa à des événements pour l'Académie de Madrid, en même temps que des génies comme Lope de Vega ou Luis de Gongora. Bien que peu intéressé par le théâtre, il fut le premier à introduire la musique dans le drame, et est donc considéré comme le précurseur de la zarzuela. Ce fut pourquoi, le roi  Philippe IV lui accorda une pension. Il écrivit la pièce Le nouvel Olympe (1649) et qui est son meilleur exemple dans ce domaine, Le prétendu Empereur, publié à titre posthume en 1678 et dont il y eut trois éditions au cours du siècle. Quant à ses poèmes, ils peuvent être divisés en deux groupes, profanes et sacrées. Parmi les premiers se détache une ambitieuse fable mythologique, paraphrase de Musée en 104 octosyllabes, Histoire de Léandre et de Héro mais travailla également la chanson d'amour et dédia une petite Canzoniere à Phyllies, composée de quatorze sonnets. 
Il publia deux recueils de ses œuvres, rimes et prose, et la fable de Léandre et Héro (Madrid 1627) etLyre des Muses, de voix humaines et sacrée, avec d'autres œuvres poétiques déjà publiées (Madrid: l'impression de Carlos Sanchez, 1637), collection complète de sa poésie dédiée à son Altesse Sérénissime le cardinal-infant Don Fernando, dont il était le bibliothécaire. 
Bocángel fut un maître en sonnet et  sculpta de fines lignes, il raffina les enseignements de Gongora, mais il chercha une plus grande clarté que lui. Il avait une sensibilité et une mélancolie particulière aux nuances et expressions du temps qui passe. Parfois, il s'aventura dans le domaine de la méditation philosophique. En collaboration avec le comte de Villamediana il fut l'un des disciples personnels du poète  Cordoue. Certains sonnets sont restés célèbres, entre autres celui à un Espagnol forcé – embarqué sur un navire et qui entend un clairon lointain – et deux autres dédiés à Un soldat qui était resté debout un moment après sa mort :
Tu obstinado cadáver nos advierte

que hay vida muerta, pero no vencida,

pues sólo en tu valor, sólo en tu vida,

algo miró después de sí la muerte.

Fuerte es la Parca, pero tú más fuerte;

no se debió a su golpe tu caída;

tú contra ti la ayudas ya rendida,

que, ¿quién pudiera, sino tú, vencerte?

Tú dividiste el trance indivisible

de morir y postrarte, tan altivo,

que en el daño común no hallas ejemplo.

¿Cuánto más que inmortal y que invencible

contemplaré que fuiste cuando vivo,

si el cadáver intrépido contemplo?